# کارگزار اصلی
کارگزار اصلی (به انگلیسی: Prime Brokerage) به مجموعهٔ خدمات مالی ارائه شده از جانب بانک‌های سرمایه‌گذار به صندوق‌های پوشش ریسک در بازار پول و سرمایه گفته می‌شود. بسته‌های ارائه شده توسط این کارگزارها عمدتاً شامل ارائه تسهیلات برای سرمایه‌گذاری و معاملات در بازار بورس می‌باشد. همچنین این کارگزارها خدمات تسویه حساب برای معاملات انجام شده را در اختیار مشترکان خود قرار می‌دهند.
از جمله کارگزاران فعال در این حوزه می‌توان به  BNP Paribas  اشاره کرد.